# Allan Grant
Allan Grant (23. října 1919 New York – 1. února 2008 Brentwood, Kalifornie) byl americký fotožurnalista časopisu Life. Absolvoval poslední fotografování s herečkou Marilyn Monroe a po atentátu na prezidenta USA Johna F. Kennedyho pořídil první fotografie Mariny Oswaldové, manželky Lee Harvey Oswalda, který byl pachatelem atentátu na prezidenta Johna Fitzgeralda Kennedyho.

## Životopis
Grant se narodil v New Yorku. Fotografování se začal věnovat jako teenager, když vyměnil model letounu za fotoaparát. Jedno z jeho raných zaměstnání byla práce ve fotolaboratoři, kde zvětšoval fotografie významných fotografů, jako jsou Alfred Eisenstaedt nebo Robert Capa. Grant začal pracovat pro magazín Life v roce 1945 na volné noze. Časopis ho najal na plný úvazek v roce 1946, poté, co jeho fotografie, kterou pořídil v plachetní škole v Connecticutu, umístili na titulní stranu.

## Life
V roce 1947 Grant fotografoval let Howarda Hughese v obřím letounu Herkules a během padesátých let natáčel testy atomové bomby v Nevadě. V roce 1948 Grant fotografoval Chano Pozo, člena kapely Dizzy Gillespie v New Yorku, krátce před tím než byl zavražděn.
V roce 1954 Grant fotografoval italskou herečku Annu Marii Pierangeli neboli „Pier Angeli“. Fotografování znamenalo úspěch, jelikož Grantova fotografie se objevila na obálce časopisu Life v čísle 12. července. Během předávání Cen akademie v roce 1955 vyfotografoval Grace Kelly a Audrey Hepburnovou, zatímco čekaly na oznámení „nejlepší herečky“ v zákulisí. Během požáru, který v roce 1961 zachvátil Bel Air v Kalifornii, Grant fotografoval tehdejšího viceprezidenta Richarda Nixona, který stál na vrcholu střechy pronajatého domu s hasičskou hadicí a měl na sobě kravatu a kalhoty.
Fotografie, které Grant pořídil s Marilyn Monroe během focení v jejím domě, byly použity k ilustraci profilu herečky v letním vydání Life dne 3. srpna roku 1962. Monroe zemřela v týdnu, kdy se toto číslo objevilo na novinových stáncích.
Když byl prezident Kennedy zastřelen v Dallasu, Grant doprovázel do Texasu reportéra Life Thomase Thompsona. Oba začali hledat Oswaldovu rodinu a našli Marinu Oswaldovou, její dvě děti, Oswaldovu matku Marguerite a jeho bratra Roberta v Irvingu v Texasu, v domě Ruth Hyde Paine. Paine, která mluvila rusky, sloužila Grantovi a Thompsonovi jako tlumočník. Když Thompson přesvědčil Oswaldovu rodinu, aby je doprovodila k Dallasovi výměnou za pomoc při získávání práva na návštěvu Oswalda ve vězení, udělal Grant fotografie toho, co považoval exkluzivní pro Life. Další číslo časopisu obsahovalo několik fotografií rodiny Kennedyových, ale pouze jednu malou fotku Mariny.

## Kariéra po časopisu Life
Na konci šedesátých let Grant opustil časopis Life a začal produkovat vzdělávací dokumenty. Grantův film What Color is the Wind? natočený pro televizi, založený na článku časopisu Life o dvou chlapcích, z toho jeden od narození slepý, obdržel tři nominace Emmy.

## Osobní život
Grant se oženil s Karinou a spolu měli dvě děti – Rona Granta a Richarda Granta, kteří byli skladateli a vyhráli cenu Emmy.
Grant zemřel v kalifornském Brentwoodu, ve svém domě na zápal plic v kombinaci s Parkinsonovou nemocí, bylo mu 88 let.